# Marcel Dassault
Marcel Dassault, född 22 januari 1892 i Paris som Marcel Bloch, död 17 april 1986 i Neuilly-sur-Seine, grundare av Dassault Aviation
Marcel Dassault utvecklade stridsflygplanen Mystère och Mirage. Den första generationen av Mirage konstruerades under 1950-talet och är ett av de mest framgångsrika jaktplanen som någonsin tillverkats. Det såldes till många flygvapen runtom jorden och förblev i produktion i över ett decennium. 
Dassult är förebild till den fiktive miljardären Laszlo Carreidas i Tintinalbumet Plan 714 till Sydney, främst snålheten och det usla humöret.